# Otón II (conde de Habsburgo)
Otto II († 8 de noviembre de 1111) fue un conde de Habsburgo, landgrave de la Alta Alsacia y Vogt de Muri. Fue uno de los ancestros de la Casa de Habsburgo y el primer noble en usar el apellido «de Habsburgo».
De su padre Werner I heredó numerosas posesiones en la actual Suiza, entre ellas el castillo de Habsburgo. Su abuela, Ida de Lorena, era nieta de Hugo el Grande, conde de París y predecesor de la dinastía real francesa, y también nieta de Enrique I el Pajarero, primer rey de la dinastía sajona, que había restaurado el Sacro Imperio Romano Germánico; de ella heredó varias posesiones en Alsacia. Su madre, Regulinda, era hija del conde de Baden en Suabia.
Su mandato no tuvo hechos que hayan pasado a la historia hasta el año 1108, cuando acompañó al emperador Enrique V a una campaña contra el reino de Hungría para obligar al rey Colomán de Hungría a revertir la coronación como heredero de su hijo Esteban II. Su ausencia desató enfrentamientos en sus posesiones, en los que tomó parte su hermano Alberto. En 1111, en el viaje de regreso a sus posesiones, fue asesinado por un noble en Badenheim, cerca de Maguncia.

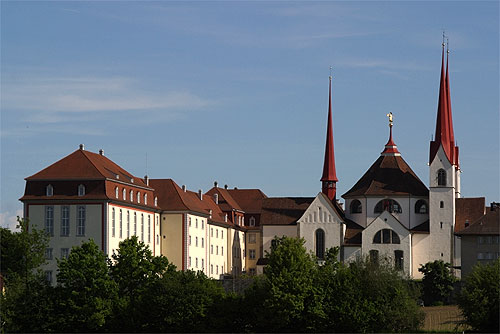
Abadía de Muri con su iglesia.

Fue enterrado en la abadía de Muri, una comuna suiza del cantón de Argovia, capital del distrito de Muri, uno de los quince distritos de dicho cantón.
A su muerte, sus posesiones pasaron a su hijo Werner II, que era aún un niño; por esa razón, el cargo de Vogt o regidor de Muri fue heredado por su hermano, que asumió el título dinástico de Alberto II, con un cargo nominal de conde de Habsburgo que nunca ejerció.